# Браћа Адвахов
Браћа Адвахов (рум. Frații Advahov, енгл. Advahov Brothers) су молдавски фолклорни музички дуо, који чине браћа Василе и Виталие Адвахов. Дуо је основан 2005. године са седиштем у Кишињеву. Заједно са Здобом ши Здубом, они ће представљати Молдавију на такмичењу за песму Евровизије 2022 у Торину, Италија, са песмом "Trenulețul".

## Биографија
Виталие и Василе Адвахов рођени су у Кахулу, Молдавија, 18. јануара 1978. и 26. априла 1979. године. Током средњошколских година у Гимназији Ципријан Порумбеску, били су део оркестарске групе под називом Mugurașii.

## Каријера
Оркестар браће Адвахов је основан 2005. године. Првобитно је требало да буде мала група, али је временом порасла у популарности и придружили су јој се разни молдавски и румунски музичари, формирајући оркестар. Од 2020. године, оркестар има четрдесет пет инструменталиста.
Дана 29. јануара 2022, Телерадио-Молдавија је одабрао песму „Trenulețul“, која је настала у сарадњи са фолк-рок бендом Здоб ши Здуб, да представља земљу на Песми Евровизије 2022. у Торину.